# آساوومن (ویرجینیا)
آساوومن (به انگلیسی: Assawoman) یک منطقهٔ مسکونی در ایالات متحده آمریکا است که در شهرستان اکوماک، ویرجینیا واقع شده‌است.